# 415 (numero)
Quattrocentoquindici (415) è il numero naturale dopo il 414 e prima del 416.

## Proprietà matematiche
- È un numero dispari.
- È un numero composto con 4 divisori: 1, 5, 83, 415. Poiché la somma dei suoi divisori (escluso il numero stesso) è 89 < 415, è un numero difettivo.
- È un numero semiprimo.
- È un numero omirpimes.
- È un numero fortunato.
- È un numero congruente.
- È parte delle terne pitagoriche (249, 332, 415), (415, 996, 1079), (415, 3432, 3457), (415, 17220, 17225), (415, 86112, 86113).
- È un numero intero privo di quadrati.

## Astronomia
- 415P/Tenagra è una cometa periodica del sistema solare.
- 415 Palatia è un asteroide della fascia principale del sistema solare.
- NGC 415 è una galassia spirale della costellazione dello Scultore.

## Astronautica
- Cosmos 415 è un satellite artificiale russo.